# Crescent (Luisiana)
Crescent es un lugar designado por el censo ubicado en la parroquia de Iberville en el estado estadounidense de Luisiana. En el Censo de 2010 tenía una población de 959 habitantes y una densidad poblacional de 216,91 personas por km².

## Geografía
Crescent se encuentra ubicado en las coordenadas 30°14′37″N 91°17′16″O / 30.24361, -91.28778. Según la Oficina del Censo de los Estados Unidos, Crescent tiene una superficie total de 4.42 km², de la cual 4.31 km² corresponden a tierra firme y (2.4%) 0.11 km² es agua.

## Demografía
Según el censo de 2010, había 959 personas residiendo en Crescent. La densidad de población era de 216,91 hab./km². De los 959 habitantes, Crescent estaba compuesto por el 61.11% blancos, el 37.12% eran afroamericanos, el 0.1% eran amerindios, el 0.1% eran asiáticos, el 0% eran isleños del Pacífico, el 0.94% eran de otras razas y el 0.63% pertenecían a dos o más razas. Del total de la población el 1.98% eran hispanos o latinos de cualquier raza.